# متلازمة الموهوب
متلازمة المَوهوب هي حالةٌ نادرةٌ يُظهِرُ فيها شخصٌ يُعاني من إعاقاتٍ عقليةٍ كبيرةٍ مع قدراتٍ معينةً تتجاوز المُعدل الطبيعي بكثير، وتكون مُعظم المهارات التي يتفوق فيها مرتبطةٌ عمومًا بالذاكرة، والتي قد تشمل سُرعة الحساب [الإنجليزية] أو رسم الخرائط أو قدرةً فنيةً أو موسيقية مُعينة. تُوجد عادةً مهارةٌ استثنائيةٌ واحدةٌ فقط.
يعاني الأشخاصُ المصابون بهذه الحالة عمومًا من اضطرابٍ في النمو العصبي مثل اضطراب طيف التوحد أو يكون لديهم تلفٌ دماغي. تكون حوالي نصف الحالات مرتبطةً بالتوحد، وقد يُعرف هؤلاء باسم «الموهبين المُتوحدين»(1). تظهرُ الحالة عادةً في مرحلة الطفولة، ولكن قد يتأخر ظهورها في بعض الحالات. لم تُصنف متلازمة الموهوب تحت الاضطرابات النفسية في الطبعة الخامسة من الدليل التشخيصي والإحصائي للاضطرابات النفسية.
تُشير التقديرات إلى أنَّ متلازمة الموهوب تُصيب شخصًا من كل مليون شخصٍ تقريبًا. كما تؤثر الحالةُ على الذكور أكثر من الإناث، بنسبة 6 إلى 1. كان أول تقريرٍ طبيٍ للحالة في عام 1783. بالنسبة للمصابين بالتوحد، فإنهُ يُعاني من متلازمة الموهوب 1 من كل 10 إلى 1 من كل 200 تقريبًا. تُشير التقديرات أنَّ هناك أقل من 100 مُصاب يعيشون حاليًا بمهاراتٍ غير اعتيادية.

## التسمية

### التاريخ
استُخدم مُصطلح (idiot savant) لوصف الحالة للمرة الأولى في عام 1887 بواسطة جون لانغدون داون، والمعروف لوصفه متلازمة داون. ولكن وُصف المُصطلح فيما بعد بأنه تسميةٌ خاطئة؛ وذلك لعدم توافق جميع الحالات الموثقة مع تعريف (idiot)، والذي يُستخدم في الأصل لوصف شخصٍ يُعاني من إعاقة ذهنيةٍ شديدة. استُخدام أيضًا مُصطلح (autistic savant) لوصف الاضطراب، ولكن وصف أيضًا بأنه تسميةٌ خاطئة؛ وذلك لأنَّ نصف المُصابين فقط بمتلازمة الموهوب كانوا مُصابين بالتوحد. ظهر مُصطلح (savant syndrome) عند إدراك الحاجة إلى استعمال مُصطلحٍ دقيقٍ في التشخيص، وأيضًا يحفظ كرامة الفرد، لذلك أصبح هذا المصطلح مقبولًا على نطاقٍ واسع. يُذكر أنَّ كلمة (savant) فرنسيةُ الأصل، وتعني المُتعلم أو الموهوب.

### اللغة العربية
حسب المعجم الطبي الموحد فإنَّ (بالإنجليزية: idiot-savant)‏ تعني المَعْتوه المَوهوب. ويذكر قاموس حتّي الطبي أنَّ المصطلح يعني «فَدْم نابِغ - ذو مقدرة خاصة في مَجالٍ مُعَيَّن»، كما يذكر معجم مرعشي الطبي الكبير «فَدْمٌ نَابِغ، معتوه ذو مقدرة خاصة»، وحسب القاموس المحيط فإنَّ «الفَدْم: العَيِيُّ عن الكلامِ في ثِقلٍ ورَخاوَةٍ وقِلَّةِ فَهْمٍ، والغَلِيظُ الأحْمَقُ الجافي». حسب قاموس مصطلحات التعليم فإنَّ المصطلح يعني «مَعْتوهٌ بارِعٌ: مُتخلِّفٌ عَقْلِيًّا، لٰكِنَّه ذو قُدْرةٍ عالِيةٍ في مَهارة مُعيَّنة». ومن التسميات الأُخرى المعتوه النابغ والمعتوه العارف.
أما مُصطلح (بالإنجليزية: Savant syndrome)‏ فيعني متلازمة الموهوب، ويُسمى أيضًا متلازمة الموهوب العبقري ومتلازمة العالمِ.

## الأعراض والعلامات

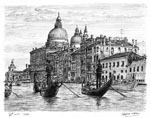
رسمةٌ لمدينة البندقية للفنان البريطاني ستيفن ويلتشير، وهو مُصابٌ بمتلازمة الموهوب

عادةً ما تكون مهارات المُصاب بمتلازمة الموهوب ضمن واحدةٍ أو أكثر من خمس مجالات رئيسية: الفن، والذاكرة، والحساب، والقدرات الموسيقية، والمهارات المكانية. تُعد مهارة التقويم (نظام عد زمني لحساب تواريخ الأيام) أكثر الأنواع شيوعًا، ويُعرف المصابون باسم «التقاويم البشرية»،(2) حيث يُمكنهم حساب يوم الأسبوع لأي تاريخٍ مُعين بسرعةٍ ودقة، أو تذكر الذكريات الشخصية من أي تاريخ معين. تُعد الذاكرة المتقدمة أساس القوة الخارقة في القدرات العلمية التي يمتلكها المُصابون.
وجد أنَّ حوالي نصف المُصابون بمتلازمة الموهوب مُصابون بالتوحد أيضًا. أما النصف الآخر فغالبًا ما يُعاني من أحد أشكال إصابة أو مرض الجهاز العصبي المركزي. تُشير التقديرات إلى أنَّ ما يصل إلى 10% من المصابين بالتوحد لديهم موهبة واحدةٌ على الأقل.

### مهارة التقويم
موهوب التقويم (بالإنجليزية: calendar savant)‏ هو الشخص الذي على الرغم من إصابته بإعاقةٍ ذهنية إلا أنه يُمكنه تحديد يوم الأسبوع لتاريخٍ مُحدد أو العكس، وذلك في بضع ثوانٍ أو حتى عُشر ثانية، في نطاقٍ محدودٍ من عقود أو آلاف السنين.[بحاجة لمصدر مستقل] يكون مُعظم هؤلاء الموهوبين مُصابين بالتوحد.[بحاجة لمصدر] رُبما ترتبط نُدرة موهوبي التقويم إلى عدم وجود دافعٍ لتطوير مثل هذه المهارات بين عامة الناس. ومن ناحية أخرى، قد لا يميل موهوبي التقويم إلى استثمار مهاراتهم في المشاركة الاجتماعية.

## الأسباب

### نفسية
لا تٌوجد نظريةٌ معرفيةٌ مقبولةٌ بشكلٍ واسعٍ تُفسر وجود مزيجٍ من الموهبة والعجز في آنٍ واحد لدى المصابين بمتلازمة الموهوب. اقتُرح أنَّ الأفراد المصابين بالتوحد منحازون نحو مُعالجة الأمور عبر التركيز على التفاصيل، وأنَّ هذا النمط المعرفي يهيء الأفراد المُصابين بالتوحد أو غير المصابين به ليصبحوا موهوبين. تُوجد فرضيةٌ أخرى تذكر أنَّ فرط (أو زيادة) التنظيم عند المُصابين تُعطي انطباعًا أنَّ لديهم موهبة ما، ويُعرَّف فرط التنظيم على أنه حالةٌ مُفرطةٌ ضمن نظرية التعاطف والتنظيم التي تُصنف الأشخاص بناءً على مهاراتهم في التعاطف مع الآخرين مُقابل تنظيم الحقائق حول العالم الخارجي. كما أنَّ الاهتمام بالتفاصيل لدى المُصابين يكون نتيجةً لتعزيز إدراكهم أو فرط الحساسية الحسيّة لديهم، وتأكَد أيضًا أنَّ بعضهم يعملون عبر الوصول المُباشر إلى المعلومات منخفضة المستوى والمعالجة والتي تكون موجودةً في جميع الأدمغة البشرية ولكن لا تتوافر عادةً ضمن الإدراك الواعي.

### عصبية
قد تحدثُ متلازمة الموهوب في بعض الحالات بعد إصابةٍ شديدةٍ في الفص الصدغي الأمامي الأيسر من الرأس. استطاع الباحثون إحداث متلازمة الموهوب اصطناعيًا باستخدام التحفيز المغناطيسي عبر الجمجمة لتعطيل هذه المنطقة الدماغية مؤقتًا.

## الانتشار
حسب علم الوبائيات، فإنه لا تُوجد إحصائياتٌ نهائيةٌ موضوعيةٌ حول عدد الأشخاص المُصابين بمتلازمة الموهوب. كما أنَّ التقديرات نسبيةٌ للغاية، حيث تتراوح من «نادرةٍ جدًا» إلى شخصٍ واحدٍ من كل عشرة مصابين بالتوحد يكون مصابًا بمتلازمة الموهوب بدرجاتٍ متفاوتة. أُجريت دراسة بريطانية عام 2009 على 137 عائلة (أب وأم) لأطفالٍ مُصابين بالتوحد، ووجدت أنَّ 28% يعتقدون بأن أطفالهم تنطبق عليهم معايير متلازمة الموهوب، مع تعريفهم بأنها مهارةٌ أو قوةٌ بمستوى غير طبيعي حتى بالنسبة للأشخاص العاديين. أُبلغ عن ما يصل إلى 50 حالة من متلازمة الموهوب المفاجئة أو المكتسبة.
يفوق عدد الذكور المصابين بمتلازمة الموهوب عدد الإناث بنحو 6 إلى 1 (في فنلندا)، وهي نسبةٌ أعلى بقليلٍ من نسبة التفاوت بين الجنسين في اضطرابات طيف التوحد البالغة 4.3 إلى 1.

## الثقافة والمجتمع

### حالات ملحوظة
- ألونزو كليمونز، نحاتٌ أمريكي مُصاب بمتلازمة الموهوب المكتسبة
- أنتوني سيكوريا [الإنجليزية]، عازف بيانو وطبيبٌ أمريكي مُصاب بمتلازمة الموهوب المكتسبة
- دانيال تاميت، كاتبٌ بريطاني ومُتعدد اللغات
- ديريك أماتو [الإنجليزية]، ملحنٌ وعازف بيانو أمريكي
- ديريك بارافيسيني [الإنجليزية]، عازفُ بيانو بريطاني أعمى، وكان أعجوبةً موسيقية
- هنريت سيث [الإنجليزية]، كاتبٌ وفنان مجريٌ مصاب بالتوحد
- كيم بيك، مواطنٌ أمريكي، كان يعرف بأنه موهوبٌ بشكلٍ كبير لامتلاكه ذاكرةً استثنائية
- ليزلي ليمكي [الإنجليزية]، موسيقي أمريكي
- مات سافاج، موسيقي أمريكي
- أورلاندو سيريل [الإنجليزية]، مواطنٌ أمريكي مُصاب بمتلازمة الموهوب المكتسبة
- ستيفن ويلتشير، فنانٌ معماري بريطاني
- تمبل جراندين،[23] بروفيسورٌ أمريكيٌ في علوم الحيوان
- توم ويجينز [الإنجليزية]، عازفُ بيانو وملحنٌ أمريكيٌ أعمى[24]
- تومي ماكهيو [الإنجليزية]، فنانٌ وشاعر بريطاني
- فلو وكاي ليمان [الإنجليزية]، أختان توأمان مُتطابقان مُصابان بالتوحد ومُتلازمة الموهوب، وهي الحالة الوحيدة عالميًا المعروف بوجودها.

### حالات خيالية
- ريموند بابيت، شخصٌ مصابٌ بالتوحد ومتلازمة الموهوب في فيلم رجل المطر عام 1988 (بإلهامٍ من كيم بيك).
- بارك شي أون، شخصٌ مصابٌ بالتوحد ومتلازمة الموهوب في مسلسل الطبيب الجيد (Good Doctor)، وهو مسلسلٌ درامي طبي أُنتج في كوريا الجنوبية عام 2013.
- شون ميرفي، شخصٌ مصابٌ بالتوحد ومتلازمة الموهوب في مسلسل الطبيب الجيد (Good Doctor)، وهو مسلسلٌ درامي طبي أُنتج في الولايات المتحدة عام 2017.
- كازان، شخصٌ مصابٌ بالتوحد ومتلازمة الموهوب في فيلم المكعب عام 1997.
- علي وفاء، شخصٌ مصابٌ بالتوحد ومتلازمة الموهوب في مسلسل الطبيب المعجزة (Mucize Doctor)، وهو مسلسلٌ درامي طبي أُنتج في تركيا عام 2019.

## الهوامش
- «1»: الموهبون المُتوحدون (بالإنجليزية: autistic savants)‏، ويُمكن تسميتهم أيضًا بالموهوبين المُصابين بالتوحد.
- «2»: التقاويم البشرية (بالإنجليزية: human calendars)‏.

### بِلُغاتٍ أجنبيَّة
1. ↑  Hughes JR (2012). "The savant syndrome and its possible relationship to epilepsy". Advances in Experimental Medicine and Biology. ج. 724: 332–43. DOI:10.1007/978-1-4614-0653-2_25. ISBN:978-1-4614-0652-5. PMID:22411254.
2. 1 2 3 4 5 6 7 8 9 10 11 12 13 14 15 16 17 18 19  Treffert DA (مايو 2009). "The savant syndrome: an extraordinary condition. A synopsis: past, present, future". Philosophical Transactions of the Royal Society of London. Series B, Biological Sciences. ج. 364 ع. 1522: 1351–7. DOI:10.1098/rstb.2008.0326. PMC:2677584. PMID:19528017.
3. 1 2  Miller LK (يناير 1999). "The savant syndrome: intellectual impairment and exceptional skill". Psychological Bulletin. ج. 125 ع. 1: 31–46. DOI:10.1037/0033-2909.125.1.31. PMID:9990844.
4. 1 2  Hyltenstam, Kenneth (2016). Advanced Proficiency and Exceptional Ability in Second Languages (بالإنجليزية). Walter de Gruyter GmbH & Co KG. p. 258. ISBN:9781614515173. Archived from the original on 2020-09-25.
5. ↑  Sperry, Len (2015). Mental Health and Mental Disorders: An Encyclopedia of Conditions, Treatments, and Well-Being [3 volumes]: An Encyclopedia of Conditions, Treatments, and Well-Being (بالإنجليزية). ABC-CLIO. p. 969. ISBN:9781440803833. Archived from the original on 2020-09-25.
6. 1 2  "Archived copy". مؤرشف من الأصل في 2012-10-25. اطلع عليه بتاريخ 2012-10-06.{{استشهاد ويب}}:  صيانة الاستشهاد: الأرشيف كعنوان (link)
7. 1 2  Saloviita T، Ruusila L، Ruusila U (أغسطس 2000). "Incidence of Savant Syndrome in Finland". Perceptual and Motor Skills. ج. 91 ع. 1: 120–2. DOI:10.2466/pms.2000.91.1.120. PMID:11011882. S2CID:20306664.
8. 1 2  Kennedy DP، Squire LR (أغسطس 2007). "An analysis of calendar performance in two autistic calendar savants". Learning & Memory. ج. 14 ع. 8: 533–8. DOI:10.1101/lm.653607. PMC:1951792. PMID:17686947.
9. ↑  Treffert، Darold A. "The Autistic Savant". Wisconsin Medical Society. مؤرشف من الأصل في 2019-07-13. {{استشهاد بدورية محكمة}}: الوسيط غير المعروف |name-list-format= تم تجاهله يقترح استخدام |name-list-style= (مساعدة)
10. ↑  "Savant Syndrome Statistics". Health Research Funding. 12 يوليو 2014. مؤرشف من الأصل في 2020-09-25.
11. ↑  Cowan R، Frith C (مايو 2009). "Do calendrical savants use calculation to answer date questions? A functional magnetic resonance imaging study". Philosophical Transactions of the Royal Society of London. Series B, Biological Sciences. ج. 364 ع. 1522: 1417–24. DOI:10.1098/rstb.2008.0323. PMC:2677581. PMID:19528025.
12. ↑  Pring، Linda (2005). "Savant talent" (PDF). Developmental Medicine & Child Neurology. ج. 47 ع. 7: 500–503. DOI:10.1017/S0012162205000976. PMID:15991873. مؤرشف من الأصل (PDF) في 2020-09-25.
13. ↑  Happé F، Vital P (مايو 2009). "What aspects of autism predispose to talent?". Philosophical Transactions of the Royal Society of London. Series B, Biological Sciences. ج. 364 ع. 1522: 1369–75. DOI:10.1098/rstb.2008.0332. PMC:2677590. PMID:19528019.
14. 1 2  Baron-Cohen S، Ashwin E، Ashwin C، Tavassoli T، Chakrabarti B (مايو 2009). "Talent in autism: hyper-systemizing, hyper-attention to detail and sensory hypersensitivity". Philosophical Transactions of the Royal Society of London. Series B, Biological Sciences. ج. 364 ع. 1522: 1377–83. DOI:10.1098/rstb.2008.0337. PMC:2677592. PMID:19528020.
15. ↑  Mottron L، Dawson M، Soulières I (مايو 2009). "Enhanced perception in savant syndrome: patterns, structure and creativity". Philosophical Transactions of the Royal Society of London. Series B, Biological Sciences. ج. 364 ع. 1522: 1385–91. DOI:10.1098/rstb.2008.0333. PMC:2677591. PMID:19528021.
16. ↑  Snyder A (مايو 2009). "Explaining and inducing savant skills: privileged access to lower level, less-processed information". Philosophical Transactions of the Royal Society of London. Series B, Biological Sciences. ج. 364 ع. 1522: 1399–405. DOI:10.1098/rstb.2008.0290. PMC:2677578. PMID:19528023.
17. ↑  Snyder A (مايو 2009). "Explaining and inducing savant skills: privileged access to lower level, less-processed information". Philosophical Transactions of the Royal Society of London. Series B, Biological Sciences. ج. 364 ع. 1522: 1399–405. DOI:10.1098/rstb.2008.0290. PMC:2677578. PMID:19528023.
18. ↑  Howlin P، Goode S، Hutton J، Rutter M (مايو 2009). "Savant skills in autism: psychometric approaches and parental reports". Philosophical Transactions of the Royal Society of London. Series B, Biological Sciences. ج. 364 ع. 1522: 1359–67. DOI:10.1098/rstb.2008.0328. PMC:2677586. PMID:19528018.
19. ↑  Yant-Kinney، Monica (20 أغسطس 2012). "An artist is born after car crash". The Inquirer. Philadelphia. مؤرشف من الأصل في 2020-09-25. اطلع عليه بتاريخ 2012-11-24. {{استشهاد بخبر}}: الوسيط غير المعروف |name-list-format= تم تجاهله يقترح استخدام |name-list-style= (مساعدة)
20. ↑  "'A ski accident left me with advanced mental abilities': US woman tells her extraordinary story". ديلي تلغراف. 17 أبريل 2015. مؤرشف من الأصل في 2020-09-25.
21. ↑  Treffert, Darold. A Visual Feast نسخة محفوظة 25 سبتمبر 2020 على موقع واي باك مشين.
22. ↑  Newschaffer CJ، Croen LA، Daniels J، Giarelli E، Grether JK، Levy SE، Mandell DS، Miller LA، Pinto-Martin J، Reaven J، Reynolds AM، Rice CE، Schendel D، Windham GC (2007). "The epidemiology of autism spectrum disorders". Annual Review of Public Health. ج. 28: 235–58. DOI:10.1146/annurev.publhealth.28.021406.144007. PMID:17367287.
23. ↑  McGowan، Kat (13 مارس 2013). Exploring Temple Grandin's Brain. مؤرشف من الأصل في 2020-09-25. اطلع عليه بتاريخ 2018-06-20. {{استشهاد بكتاب}}: |عمل= تُجوهل (مساعدة)
24. ↑  Badcock، Christopher (2009). The Imprinted Brain: How Genes Set the Balance Between Autism and Psychosis. London: Jessica Kingsley. ص. 29. ISBN:9781849050234. مؤرشف من الأصل في 2020-09-25.

### باللغة العربيَّة
1. ↑  محمد هيثم الخياط (2006). المعجم الطبي الموحد: إنكليزي - عربي (بالعربية والإنجليزية) (ط. 4). بيروت: مكتبة لبنان ناشرون، منظمة الصحة العالمية. ص. 981. ISBN:978-9953-33-726-5. OCLC:192108789. QID:Q12193380.
2. ↑  يوسف حتي؛ أحمد شفيق الخطيب (2011). قاموس حتي الطبي الجديد: طبعة جديدة وموسعة ومعززة بالرسوم إنكليزي - عربي مع ملحقات ومسرد عربي - إنكليزي (بالعربية والإنجليزية) (ط. الأولى). بيروت: مكتبة لبنان ناشرون. ص. 428. ISBN:978-9953-86-883-7. OCLC:868913367. QID:Q112962638.
3. ↑  محمد مرعشي (2003). معجم مرعشي الطبي الكبير (بالعربية والإنجليزية). بيروت: مكتبة لبنان ناشرون. ص. 764. ISBN:978-9953-33-054-9. OCLC:4771449526. QID:Q98547939.
4. ↑  الفيروزآبادي، مجد الدين (2008). القاموس المحيط (ط. الأولى). دار الحديث. ص. 1227. ISBN:9773002683.
5. ↑  "ترجمة (idiot savant) في قاموس مصطلحات التعليم". مكتبة لبنان ناشرون. مؤرشف من الأصل في 2020-09-25. اطلع عليه بتاريخ 2020-09-24.
6. 1 2  "ترجمة (idiot savant) في قاموس المعاني". قاموس المعاني. مؤرشف من الأصل في 2020-09-25. اطلع عليه بتاريخ 2020-09-24.
7. ↑  "ترجمة (idiot savant) في موقع القاموس". القاموس. مؤرشف من الأصل في 2020-09-25. اطلع عليه بتاريخ 2020-09-24.
8. ↑  "حلقة نقاشية في كلية العلوم حول متلازمة "الموهوب العبقري"". كلية العلوم، جامعة بغداد. 26 ديسمبر 2019. مؤرشف من الأصل في 2020-09-25. اطلع عليه بتاريخ 2020-09-24.

## روابط خارجية
- ديريك أماتو، عازفُ بيانو مُصاب بمتلازمة الموهوب